# Наши и ваши (ТВ серија)
Наши и ваши је хрватска телевизијска серија. Премијерно је емитована на ХРТ, у периоду од 2000. до 6. јула 2002. године.
Веома занимљива серија говори о догодовштинама у свакодневном животу две породице. У серији се акценат ставља и на љубав.
Серија Наши и ваши показује живот двоје младих људи који су већ у дугој вези, као и социјална, приватна и политичка искушења мало старијих припадника две супарничке породице. Млади пар Ива и Нено саопштавају родитељима да чекају бебу.
Пар одлучује да због настале ситуације направи свадбу, али проблем настаје када и једни и други родитељи, крену да се буне и противе свадби. Али када је млада већ испрошена, догађаји почињу да се одвијају неочекиваним током.

## Улоге
| Глумац                    | Улога                         |
| ------------------------- | ----------------------------- |
| Хрвоје Клобучар           | Ненад "Нено" Смолек           |
| Дијана Боланча            | Ива Рашелић                   |
| Славко Бранков            | Стјепан "Штеф" Смолек         |
| Мирјана Мајурец           | Бисерка "Биба" Смолек         |
| Емил Глад                 | Фрањо "Франц" Смолек          |
| Филип Радош               | Антун "Антиша" Рашелић        |
| Мирела Брекало            | Милка Рашелић                 |
| Семка Соколовић-Берток    | Стана Рашелић                 |
| Ведран Мликота            | Јуре Рашелић                  |
| Љубомир Керекеш           | Грга                          |
| Галијано Пахор            | Флавијо                       |
| Еција Ојданић             | Луција "Луце"                 |
| Реља Башић                | стриц Мишко                   |
| Јосип Зовко               | Јозо                          |
| Ксенија Прохаска          | Љубица                        |
| Вида Јерман               | Барбара #1                    |
| Владо Крстуловић          | равнатељ #1                   |
| Мијо Павелко              | власник ресторана             |
| Ивана Боланча             | црнка                         |
| Краљеви улице             | Гргини дечки                  |
| Матија Прскало            | Мила                          |
| Стојан Матавуљ            | Милин муж                     |
| Дамир Марковина           | Вјера                         |
| Звонимир Јелачић-Бужимски | пензионер Лео                 |
| Марко Свагуша             | Швабо/нећак                   |
| Дражен Кин                | Чучек                         |
| Јасна Палић-Пицукарић     | Сањица                        |
| Милан Штрљић              | инспектор                     |
| Барбара Роко              | Барбара #2                    |
| Горан Гргић               | патер Марко                   |
| Северина Вучковић         | Северина                      |
| Нада Клаштерка            | пензионерка                   |
| Марио Орешковић           | спикер                        |
| Јошко Шево                | равнатељ #2                   |
| Марина Немет              | професорка                    |
| Зоран Чубрило             | професор #1                   |
| Ненад Цветко              | професор #2                   |
| Данко Љушина              | доктор                        |
| Тарик Филиповић           | просјак-водитељ               |
| Ивана Буљан-Легати        | редитељица                    |
| Борис Свртан              | др. Маријан Стипишић          |
| Иво Грегуревић            | др. Јозо Стипишић             |
| Дора Фиштер               | медицинска сестра             |
| Оливер Млакар             | водитељ квиза "Комадић среће" |
| Маја Куљиш                | хостеса квиза "Комадић среће" |
| Томислав Ковачевић        | улични свирач                 |
| Славко Хита               | пијанац Перо                  |